# Rumania en los Juegos Olímpicos de Los Ángeles 1984
Rumanía estuvo representada en los Juegos Olímpicos de Los Ángeles 1984 por un total de 124 deportistas que compitieron en 13 deportes.  
El portador de la bandera en la ceremonia de apertura fue el tirador Corneliu Ion.
En el marco de la Guerra Fría, Rumanía fue el único país del Bloque del Este comunista en participar en estos Juegos; ya que todos los otros países que formaban parte decidieron unirse al Boicot encabezado por la Unión Soviética. En la ceremonia de apertura celebrada el 28 de julio, cuando ingresó la delegación rumana al estadio en el tradicional desfile de naciones, los atletas rumanos fueron recibidos con cálidos aplausos y una gran ovación por parte de los espectadores presentes en el Los Angeles Memorial Coliseum, al haber desafiado el boicot soviético. El equipo olímpico rumano fue extraordinariamente exitoso en los juegos, logrando su mejor actuación histórica tanto en cantidad de medallas de oro obtenidas (20), como en total obtenidas (53). Además, alcanzó el segundo lugar del medallero —solo por detrás de Estados Unidos—, lo que significó el puesto más alto alcanzado por Rumanía en un medallero de un juego olímpico en la historia.

## Medallistas
El equipo olímpico rumano obtuvo las siguientes medallas:
| Nombre | Deporte            | Competición                    |
| --- | ------------------ | ------------------------------ |
| Oro |                    |                                |
| Doina Melinte | Atletismo          | 800 m F                        |
| Maricica Puică | Atletismo          | 3000 m obstáculos F            |
| Anișoara Cușmir-Stanciu | Atletismo          | Salto de loongitud F           |
| Ecaterina Szabo | Gimnasia artística | Suelo F                        |
| Ecaterina Szabo | Gimnasia artística | Salto de potro F               |
| Ecaterina Szabo | Gimnasia artística | Barra de equilibrio F          |
| Simona Păucă | Gimnasia artística | Barra de equilibrio F          |
| Lavinia Agache Laura Cutina Cristina Grigoraș Simona Păucă Ecaterina Szabo Mihaela Stănuleț                                               | Gimnasia artística | Concurso completo por eqs. F   |
| Petre Becheru | Halterofilia       | 82,5 kg M                      |
| Nicu Vlad | Halterofilia       | 90 kg M                        |
| Vasile Andrei | Lucha grecorromana | 100 kg M                       |
| Ion Draica | Lucha grecorromana | 82 kg M                        |
| Ivan Patzaichin Toma Simionov | Piragüismo         | C2 1000 m M                    |
| Agafia Constantin Nastasia Ionescu Tecla Marinescu Maria Ștefan                                                                           | Piragüismo         | K4 500 m F                     |
| Petru Iosub Valer Toma | Remo               | Dos sin timonel (M2-) M        |
| Valeria Răcilă | Remo               | Scull ind. (W1x)               |
| Elisabeta Lipă Marioara Popescu | Remo               | Doble scull (W2x)              |
| Ioana Badea Sofia Corban Anișoara Sorohan Maricica Țăran Ecaterina Oancia (t)                                                             | Remo               | Cuatro scull con timonel (W4x) |
| Rodica Arba Elena Horvat | Remo               | Dos sin timonel (W2-)          |
| Chira Apostol Maria Fricioiu Olga Homeghi Florica Lavric Viorica Ioja (t)                                                                 | Remo               | Cuatro con timonel (W4+)       |
| Plata |                    |                                |
| Doina Melinte | Atletismo          | 1500 m F                       |
| Valeria Ionescu | Atletismo          | Salto de longitud F            |
| Mihaela Loghin | Atletismo          | Peso F                         |
| Aurora Dan Rozalia Oros Elisabeta Guzganu Monika Weber-Koszt Marcela Zsak                                                                 | Esgrima            | Florete por eqs. F             |
| Ecaterina Szabo | Gimnasia artística | Concurso completo ind. F       |
| Doina Stăiculescu | Gimnasia rítmica   | Concurso completo ind. F       |
| Gelu Radu | Halterofilia       | 60 kg M                        |
| Andrei Socaci | Halterofilia       | 67,5 kg M                      |
| Dumitru Petre | Halterofilia       | 90 kg M                        |
| Vasile Groapă | Halterofilia       | 100 kg M                       |
| Ștefan Tașnadi | Halterofilia       | 110 kg M                       |
| Ilie Matei | Lucha grecorromana | 90 kg M                        |
| Ivan Patzaichin Toma Simionov | Piragüismo         | C2 500 m M                     |
| Dimitrie Popescu Vasile Tomoiagă Dumitru Răducanu                                                                                         | Remo               | Dos con timonel (M2+) M        |
| Mihaela Armășescu Adriana Chelariu Camelia Diaconescu Aneta Mihaly Aurora Pleșca Lucia Sauca Doina Bălan Marioara Trașcă Viorica Ioja (t) | Remo               | Ocho con timonel (W8+) F       |
| Corneliu Ion | Tiro               | Pistola rápida de fuego 25 m M |
| Bronce |                    |                                |
| Fița Lovin | Atletismo          | 800 m F                        |
| Maricica Puică | Atletismo          | 1500 m F                       |
| Cristeana Cojocaru | Atletismo          | 400 m vallas F                 |
| Florența Crăciunescu | Atletismo          | Disco F                        |
| Equipo | Balonmano          | Torneo M                       |
| Mircea Fulger | Boxeo              | Superligero (63,5 kg) M        |
| Alexandru Chiculiță Corneliu Marin Marin Mustață Ioan Pop Vilmoș Szabo                                                                    | Esgrima            | Sable por eqs. M               |
| Simona Păucă | Gimnasia artística | Concurso completo ind. F       |
| Lavinia Agache | Gimnasia artística | Salto de potro F               |
| Dragomir Cioroslan | Halterofilia       | 75 kg M                        |
| Mircea Frățică | Judo               | –78 kg M                       |
| Mihai Cioc | Judo               | Categoría abierta M            |
| Ștefan Rusu | Lucha grecorromana | 74 kg M                        |
| Victor Dolipschi | Lucha grecorromana | +100 kg M                      |
| Vasile Pușcașu | Lucha libre        | 100 kg M                       |
| Aneta Pătrășcoiu | Natación           | 200 m espalda F                |
| Costică Olaru | Piragüismo         | C1 500 m M                     |